# Hannes Weninger (Fußballspieler)
Hannes Weninger (* 12. Jänner 1958 in Wiener Neustadt; † 13. Juli 2005 in Graz) war ein österreichischer Fußballspieler, -trainer und zuletzt Sportmanager des GAK.

## Leben
Weninger begann seine Spielerkarriere 1976 als Tormann beim FK Austria Wien, bei der er bis zu seinem Abschied 1981 vierfacher österreichischer Meister wurde. Danach wechselte er zum SC Eisenstadt und feierte mit den Burgenländern den Aufstieg in die 1. Bundesliga. Nach einem Intermezzo beim VfB Mödling spielte er 1987/88 für den Kremser SC und gewann mit dem Zweitligisten sensationell den österreichischen Cupsieg.
1989 musste Weninger, nach einigen Knieverletzungen, seine aktive Laufbahn beenden und kehrte als Trainer zum VfB Mödling zurück. In den folgenden Jahren betreute er die Mannschaften ASK Kottingbrunn (5 Meistertitel und Durchmarsch bis in die zweite Liga), SC Untersiebenbrunn und VfB Admira Wacker Mödling. Ab 1. Juli 2003 war Weninger beim GAK als Sportmanager tätig und feierte dort mit dem ersten Meistertitel des Vereins seinen letzten großen Erfolg.
Bereits 2003 wurde Weninger ein Tumor am Dickdarm entfernt, seitdem hatte er mit schweren gesundheitlichen Problemen zu kämpfen, blieb allerdings bis zu seinem Ableben Manager des GAK. Hannes Weninger verstarb am 13. Juli 2005 an seinem schweren Krebsleiden.

## Spielerkarriere

### Stationen
- 1976–1981 FK Austria Wien
- 1981–1983 SC Eisenstadt
- 1984–1987 VfB Mödling
- 1987–1988 Kremser SC

### Erfolge
- 4 × Österreichischer Meister: 1978, 1979, 1980, 1981 (Austria Wien)
- 3 × Österreichischer Cupsieger: 1977, 1980 (Austria Wien), 1988 (Kremser SC)

## Trainerkarriere

### Stationen
- ab 1989 VfB Mödling
- Badener AC
- ab 1992 ASK Kottingbrunn
- SC Untersiebenbrunn
- 1999–2000 VfB Admira Wacker Mödling
- 2000–2001 ASK Kottingbrunn